# Rainer Adrion
Rainer Adrion (Stuttgart, 1953. december 10. –) német labdarúgó, edző.